# La donna nella Resistenza (film)
La donna nella Resistenza è un documentario realizzato dalla RAI nel ventesimo anniversario della Liberazione: diretto da Liliana Cavani, fu trasmesso la sera di domenica 9 maggio 1965 sull'allora Secondo Programma.

## Gli autori
Precisamente, si tratta di un'inchiesta giornalistica, mandata in onda come sesto numero della rubrica Prima pagina – programma di attualità, titolo che proprio da quella stagione fu dato alla precedente Servizi speciali del telegiornale: curatori della rubrica, che era quindicinale, erano Brando Giordani ed Ezio Zefferi.
Per lo stesso programma la Cavani realizzò anche altri documentari, come Il giorno della pace.
Girato in pellicola, formato 16 millimetri come si usava all'epoca per le riprese esterne dei telegiornali, il reportage dura circa 47 minuti: nei titoli di testa reca la scritta « a cura di Paolo Glorioso », e propone interviste a una ventina partigiane di età, condizione sociale e provenienza geografica diverse: le testimonianze, spesso drammatiche e toccanti, sono cucite fra loro dalla voce fuori campo di Riccardo Cucciolla.
Fra le intervistate - staffette, partigiane combattenti, dirigenti politiche - anche Lidia Menapace.

## Le protagoniste
Aprono il documentario le lettere di addio scritte da donne condannate a morte dai nazi-fascisti.
Seguono poi i racconti: fra i più emozionanti, quello della bolognese Germana Boldrini che, il 7 novembre 944, ad appena 17 anni, diede il segnale dell'attacco partigiano in quella che venne poi ricordata come la battaglia di Porta Lame, nel capoluogo emiliano; quello di Marcella Ficca, moglie del medico di Regina Coeli, che organizzò la rocambolesca evasione dal carcere romano di alcuni antifascisti, già condannati a morte, fra i quali i futuri presidenti della Repubblica Giuseppe Saragat e Sandro Pertini; e quello di Maria Clotilde Agnoletti Fusconi, che ricostruisce gli ultimi momenti di vita della figlia Anna Maria Enriques Agnoletti, intravista in carcere a Firenze, dove entrambe erano detenute, prima che la giovane venisse fucilata (e perciò insignita della Medaglia d'oro al valor militare, alla memoria).

## Riconoscimenti
Nell'ottobre 1965 il lavoro vinse il premio “Medusa d'argento” per il documentario televisivo, nella sesta edizione del Premio dei colli di Este.
Nell'autunno 2020 Le donne nella Resistenza è stato oggetto su Raistoria di una puntata del ciclo La tv di Liliana Cavani, dedicato appunto alla produzione televisiva della regista carpigiana.